# Tortúra (teljesítménytúra)
A Tortúra egy gyalogos teljesítménytúra a Bükk-vidéken, amelyet évente rendeznek meg a téli napfordulóhoz legközelebb eső szombaton. Kiindulópontja Miskolctapolca, a 65 kilométeres táv célpontja Eger, a 30 kilométeres résztáv célpontja Bánkút, a 12 kilométeres résztáv célpontja pedig Bükkszentkereszt. A túra miskolci egyetemi hagyományokra nyúlik vissza.

## Fontosabb érintett pontok
- Bükkszentkereszt
- Bánkút
- Tar-kő